# Роналдо
Рона́лдо (порт.-браз. Ronaldo; полное имя — Рона́лду Луи́с Наза́риу ди Ли́ма, порт.-браз. Ronaldo Luís Nazário de Lima; род. 22 сентября 1976, Рио-де-Жанейро, Бразилия) — бразильский футболист, выступавший на позиции нападающего. По мнению многих футбольных организаций, специалистов и спортсменов, является одним из лучших игроков в истории футбола.
Двукратный чемпион мира, вице-чемпион мира, двукратный обладатель Кубка Америки, лучший футболист в истории чемпионатов мира по результатам исследований Castrol Index, лучший полевой футболист чемпионатов мира 1998 и 2002, лучший бомбардир чемпионата мира 2002, экс-рекордсмен чемпионатов мира по забитым мячам (в 2014 году его превзошёл Мирослав Клозе), рекордсмен чемпионатов мира по количеству матчей, в которых футболист забивал по крайней мере один гол, рекордсмен по числу голов, забитых во всех международных турнирах, трижды лучший футболист года по версиям ФИФА и журнала World Soccer, двукратный обладатель «Золотого мяча», обладатель «Золотой бутсы», включён в список ста величайших футболистов мира на 13-м месте по версии журнала «World Soccer» (1999 год), в список ФИФА 100, признан лучшим игроком десятилетия Серии А по версии Итальянской ассоциации футболистов (1998—2007), лучший игрок десятилетия по итогам голосования на портале goal.com (2000—2009).

## Ранние годы
Роналду Луис Назариу ди Лима родился в Бенто-Рибейро, бедном пригороде Рио-де-Жанейро, 18 сентября 1976 года, но был официально зарегистрирован своими родителями лишь 22 сентября. Мать назвала его в честь акушера Роналду Валенте, который принимал у неё роды.
Роналдо начал играть в футбол с 6 лет, в 8 лет он получил в подарок от отца кожаный мяч, а в 12 лет он стал постоянным игроком детского спортивного футзального клуба «Валкейре». В последующие годы Роналдо стал совмещать футзал с игрой в большой футбол в команде «Сан-Кристован». Став лучшим бомбардиром обоих турниров, он окончательно решил выбрать именно большой футбол. И впоследствии через некоторое время в прессе появились первые упоминания о возможном «новом Пеле».

## «Крузейро»
В 1993 году Роналдо перешёл в свой первый профессиональный футбольный клуб — «Крузейро», сумма трансфера составила 50 000 долларов США. В этом клубе с июля 1993 по август 1994 года он забил 57 голов (из них 44 — в официальных матчах), став лучшим бомбардиром клуба, что привлекло к нему серьёзное внимание болельщиков, специалистов из европейских клубов. В одном из матчей, против клуба «Баия», Роналдо забил пять голов и отдал одну голевую передачу.

## ПСВ

### Первый сезон
В нидерландский ПСВ Роналдо перешёл в июле 1994 года за 5 млн. фунтов стерлингов. Вскоре с ним заключила спонсорский контракт компания Nike. Несмотря на незнание нидерландского языка и связанные с акклиматизацией трудности, Роналдо уже в дебютном сезоне, в возрасте 17 лет, стал лучшим бомбардиром чемпионата Нидерландов, а его команда стала третьей.
В начале 1995 года президент миланского «Интера» Массимо Моратти заключил с ПСВ договор о получении «Интером» приоритетного права на покупку бразильца. Весной этого же года Роналдо, будучи на отдыхе в Милане, общался с Моратти.

### Второй сезон

#### Больное колено
Во втором сезоне дела Роналдо шли хуже, его команда снова стала третьей в чемпионате, у него появились боли в колене. Тренировки были прекращены на несколько дней, но это не помогло, физическая форма игрока была далека от идеальной, стало известно о том, что требуется операция на колене. В феврале 1996 года была проведена операция, Роналдо выбыл на 4 месяца, что означало для него конец сезона. Форвард сборной Бразилии Ромарио посоветовал Роналдо обратиться к физиотерапевту Нилтону Петроне, который лечил его самого. Роналдо покинул Эйндховен и отправился в клинику на 90-дневный курс интенсивной физиотерапии. Всё это время бразилец занимался в тренажёрном зале и плавал в бассейне.

#### Возвращение
Результат — форвард успел восстановиться к финалу Кубка Нидерландов, но главный тренер Дик Адвокат дал ему сыграть лишь несколько минут в том матче, выпустив на замену. После этого Роналдо решил покинуть ПСВ и перейти в другой клуб.

## «Барселона»

### Переход
На Олимпийских играх в Атланте сборная Бразилии завоевала бронзовые медали, и Роналдо стал одним из лучших в команде. «Барселона» обратилась к ПСВ с предложением о совершении трансфера, нидерландский клуб, согласно заключённой ранее договорённости предложил «Интернационале» перебить предложение каталонцев в 20 млн долларов. Массимо Моратти отказался покупать игрока, посчитав сумму слишком высокой. В итоге «Барселона» подписала контракт с Роналдо ещё в США. Также с ним подписала новый контракт и Nike.

### Игра за клуб

#### 1996 год
Первой игрой за новый клуб для Роналдо стал товарищеский матч, затем начался чемпионат, который начал складываться для него успешно, он забивал голы. В матче против «Компостелы», в те годы крепкого середняка испанского чемпионата, Роналдо забил гол, отобрав мяч у противника ещё на своей половине поля, убежав от соперника, который чуть не свалил его с ног и ухватился за его футболку, обыграв всю защиту, вратаря и забив гол примерно с 11 метров. Хорошую игру он продолжил показывать до конца года, по итогам которого он впервые становится лучшим футболистом планеты по версии ФИФА.

#### 1997 год
Начав превосходно играть в первой половине сезона 1996/97, Роналдо продолжил своё успешное дело и в новом году. По окончании сезона на счету лучшего игрока мира было 47 голов в 49 играх. Благодаря его голам клуб одержал победы в Кубке обладателей кубков и Кубке Испании. Сам Роналдо стал лучшим бомбардиром чемпионата Испании с 34 голами в 37 играх, выиграв «Золотую бутсу». В чемпионате «Барселона» выиграла 7 из 8 последних матчей, забила 102 мяча в 42 матчах, но всё же отстала от «Реала» на 2 очка. Одним из главных разочарований стали два поражения от «Эркулеса», занявшего предпоследнее место. При этом дома «Барселона» вела 2:0 и проиграла 2:3, а в гостях вела 1:0 и уступила 1:2.

## «Интернационале»

### Переход
В июле 1997 года Роналдо перешёл в миланский «Интер». Итальянский клуб заплатил «Барселоне» 25 млн фунтов стерлингов за Роналдо, что на тот момент стало рекордом за трансфер футболиста. У штаб-квартиры клуба игрока встречали 10 000 болельщиков, ещё столько же в тренировочном центре команды. Роналдо вместо любимого 9-го номера, который был занят Иваном Саморано, получил 10-й. Футболки с именем Ronaldo на спине активно скупались фанатами.

### Игра за клуб

#### Сезон 1997/98
Смена клуба и чемпионата не повлияли негативно на Роналдо. По итогам 1997 года Роналдо получил «Золотой мяч» и первым в истории во второй раз стал игроком года по версии ФИФА. «Интер» в борьбе за чемпионство уступил «Ювентусу», став вторым. В чемпионате Роналдо забил 25 мячей (6 — с пенальти) в 32 матчах и занял второе место в списке бомбардиров после Оливера Бирхоффа из «Удинезе» (27 голов). 15 февраля 1998 года в матче против «Лечче» (5:0) сделал свой первый и, как оказалось, единственный в карьере хет-трик в Серии А. Это был первый хет-трик для футболистов из Бразилии в чемпионате Италии с 1989 года. В Кубке Италии Роналдо в 1/8 финала сделал хет-трик в гостевом матче против «Пьяченцы» (3:0). Считается, что именно после этого матча он получил прозвище «Феномен». Но уже на следующей стадии «Интер» выбыл из турнира, проиграв «Милану» (0:5 в первом матче и 1:0 в ответном).
В Кубке УЕФА 1997/98 «Интер» начал путь с 1-го раунда, где в сентябре 1997 года дважды обыграл швейцарский «Ксамакс» (2:0 дома и 2:0 на выезде), Роналдо открыл счёт в домашней игре. Во 2-м раунде «Интер» уступил дома в первом матче французскому «Лиону» (1:2), но затем выиграл 3:1 в гостях, Роналдо в этих матчах не забивал. В 3-м раунде «Интер» уступил 0:2 «Страсбуру» на выезде, но затем сумел дома выиграть 3:0, Роналдо открыл счёт в той игре. В 1/4 финала гол Роналдо принёс «Интеру» победу в домашнем матче над «Шальке 04» (1:0), но в ответном матче бельгиец Михаэль Госсенс на 90-й минуте забил единственный мяч в ворота «Интера» и перевёл игру в овертайм. Однако в самом начале дополнительного времени голом отметился крайне редко забивавший защитник «Интера» Тарибо Уэст, это и вывело миланский клуб в полуфинал. На этой стадии «Интер» встретился с московским «Спартаком» и выиграл первый домашний матч благодаря голу Зе Элиаса в конце второго тайма (2:1). Ответный матч в Москве 14 апреля проходил после снегопада на вязком поле стадиона «Динамо», счёт открыл на 12-й минуте Андрей Тихонов, но на 45-й и 75-й минутах Роналдо забил дважды и принёс своему клубу победу. Особо отмечался второй гол Роналдо, когда он обвёл несколько защитников и вратаря Александра Филимонова. В финале на парижском «Парк де Пренс» «Интер» встретился с «Лацио» и разгромил римский клуб со счётом 3:0. Роналдо провёл весь матч, в первом тайме он попал в крестовину, а во втором забил третий мяч своей команды, обведя вратаря Луку Маркеджани, и был признан лучшим игроком финала, выиграв первый трофей с «Интером». Всего в Кубке УЕФА Роналдо забил 6 мячей в 11 играх.

#### Сезон 1998/99
Перед новым сезоном 1998/99 в команде произошла смена номеров, и Роналдо всё же получил 9-й номер. Бразилец занял 2-е место в голосовании 1998 года на звание «Игрок года ФИФА», уступив чемпиону мира Зинедину Зидану. Заметным приобретением миланского клуба стал переход из «Болоньи» 31-летнего Роберто Баджо. «Интер» в том сезоне поменял четырёх тренеров, не смог завоевать ни одного титула, а в чемпионате стал лишь 8-м. До 20-го тура «Интер» смотрелся неплохо, выиграв 10 матчей при 4 ничьих. Но в последних 14 турах чемпионата смог выиграть лишь трижды. Памятным стал матч 2 мая 1999 года в Риме, когда «Интер» обыграл со счётом 5:4 «Рому», Роналдо отметился дублем, а победный мяч забил Диего Симеоне. Это была одна из всего трёх побед «Интера» на выезде за весь турнир. В конце мая были сыграны квалификационные матчи за право выступить в Кубке УЕФА 1999/2000, «Интер» в них дважды уступил «Болонье» (1:2 дома и 1:2 на выезде). Роналдо сыграл в чемпионате только 19 матчей, забив 14 мячей (10-е место в списке лучших бомбардиров чемпионата). В Кубке Италии команда дошла до полуфинала, где дважды проиграла «Парме».
21 октября 1998 года в Милане Роналдо забил свой первый в карьере мяч в Лиге чемпионов УЕФА, поразив ворота московского «Спартака» после ошибки вратаря Александра Филимонова. Следующий мяч в Лиге чемпионов Роналдо сумел забить лишь в 2003 году. «Интер» занял первое место в группе, опередив мадридский «Реал», но в 1/4 финала уступил будущему победителю «Манчестер Юнайтед» (0:2 в гостях и 1:1 дома). В этом же сезоне Роналдо начали тревожить боли в правом колене, играть приходилось на уколах, но Нилтон Петроне не советовал делать операцию, так как боли были непостоянными.

#### Сезон 1999/2000
Новый сезон чемпионата Италии начался для Роналдо неплохо, несмотря на боли в колене. Однако вскоре ему потребовалось снова хирургическое вмешательство.
В ноябре 1999 года в матче против «Лечче» Роналдо надорвал коленные связки на правой ноге и вынужден был перенести операцию.
Операция на мениске была проведена в одной из клиник Парижа, восстановление требовало 4 месяца, ускорить процесс было нельзя. Во время восстановления Роналдо узнал, что его жена беременна, и пообещал: «Мой сын увидит меня на поле». Сын Рональд родился 6 апреля, раньше той даты, когда Роналдо мог выйти на поле. 12 апреля «Интер» должен был играть с «Лацио» в финале Кубка Италии, врачи говорили, что Роналдо сможет сыграть около 20 минут.
Роналдо вышел на поле в матче с «Лацио», игра началась хорошо, он создал несколько опасных моментов. В одном из игровых эпизодов Роналдо упал на газон и схватился за колено, на его лице появились слёзы, и его унесли на носилках за пределы поля; матч и сезон для него были окончены. Обследование показало, что колено сломано, карьера игрока стояла под угрозой.
Злополучный матч с «Лацио» состоялся 143 дня спустя после игры с «Лечче». Он перенёс операцию в Париже, затем лечился в Рио-де-Жанейро в клинике своего личного врача Нилтона Петроне, потом в Колорадо и снова во Франции.
Роналдо получал моральную поддержку со стороны болельщиков, товарищей по команде, друзей и близких. К бразильцу приезжали Зинедин Зидан, а после возвращения в Милан — Пеле; президент Бразилии пожелал ему скорейшего выздоровления. В марте 2000 года Роналдо вышел на поле в товарищеском матче с участием Михаэля Шумахера и Зико на «Маракане». После того, как Роналдо выписали из клиники, он вернулся в Италию, в расположение своего клуба, где ежедневно тренировался, также играл в товарищеских матчах. За те 2 года, что он провёл вне поля, Роналдо потерял в популярности, в сборной Бразилии появились новые игроки, с которыми он был вынужден бороться за то, чтобы попасть на чемпионат мира 2002.

## «Реал Мадрид»

### Переход
После успешного для себя чемпионата мира 2002 года Роналдо перешёл в мадридский «Реал» за 40 млн фунтов стерлингов. Роналдо стал частью «звёздного» состава «сливочных», в команду к тому моменту уже перешли Луиш Фигу и Зинедин Зидан. Фанаты «нерадзурри» расценили уход Роналдо как предательство, ведь на протяжении всего восстановления они ждали его, а после триумфального возвращения он перешёл в другой клуб.

### Игра за клуб

#### Сезон 2002/03

##### Чемпионат Испании
С первого же матча Роналдо начал забивать голы и показывать игру, которую от него ожидали болельщики и руководство клуба. В первом «Эль Классико» сезона, матче против «Барселоны», Роналдо сыграть не удалось из-за гриппа. В 2003 году, в «ответном» матче на «Сантьяго Бернабеу» Роналдо вышел на поле против своей бывшей команды и забил гол, матч завершился со счётом 1:1. После третьего места в прошлом сезоне с приходом бразильца «сливочные» смогли победить в чемпионате Испании.

##### Лига чемпионов
В Лиге чемпионов «Реал Мадрид» после двух групповых этапов пробился в плей-офф, где испанцы встретились с «Манчестер Юнайтед». Первый матч в Мадриде закончился со счётом 3:1 в пользу хозяев, в ответном матче 23 апреля на «Олд Траффорд» Роналдо забил три мяча в ворота английского клуба и вывел свою команду в полуфинал (хотя «Реал» и уступил в этой встрече со счётом 3:4). Примечательно, что за всю карьеру до этого матча Роналдо забил в Лиге чемпионов три мяча. Роналдо стал третьим в истории бразильцем, сделавшим хет-трик в Лиге чемпионов, после Ромарио (1992) и Ривалдо (2000). При этом Роналдо стал первым футболистом, сделавшим хет-трик в составе проигравшей команды. Болельщики соперника аплодировали стоя. Среди четырёх клубов, пробившихся в полуфинал, все команды, за исключением «Реала», были итальянскими. В отсутствие травмированного Роналдо «Реал» пропустил в финал туринский «Ювентус». Из-за этого поражения с поста главного тренера клуба был уволен Висенте дель Боске.

#### Сезон 2003/04
В сезоне 2003/04 Роналдо во второй раз в карьере стал лучшим бомбардиром чемпионата Испании, забив 24 гола. Однако для команды сезон закончился неудачно: в итоговой таблице чемпионата «сливочные» стали лишь четвёртыми, а в Лиге чемпионов клуб вылетел на стадии 1/4 финала после двух встреч с «Монако».

#### Неудачные сезоны
В следующих двух сезонах Роналдо не смог завоевать ни одного личного трофея. Бразильцу удалось дважды попасть лишь в пятёрку лучших бомбардиров Ла Лиги. «Реал Мадрид» дважды проиграл борьбу за чемпионство «Барселоне», а в Лиге чемпионов останавливался на стадии 1/8 финала. К тому же у Роналдо начались проблемы с лишним весом, его критиковали и болельщики, и специалисты. Двукратный чемпион мира решил сосредоточиться на подготовке к чемпионату мира 2006 года в Германии.

#### Сезон 2006/07
После неудачного, по мнению руководства «Реала», сезона 2003/04 и отставки Висенте дель Боске, в клубе за 2 года поработало 5 главных тренеров, так и не сумевших завоевать ни одного трофея. С началом нового сезона в клубе произошли большие перемены — с поста президента «Королевского клуба» ушёл Флорентино Перес, создатель «галактикос» и инициатор перехода Роналдо в клуб. Ему на смену пришёл Рамон Кальдерон, который назначил новым главным тренером итальянца Фабио Капелло, строгого тренера, сторонника жёсткой дисциплины, требующего беспрекословного выполнения тактических установок. Манера работы Капелло ущемляла свободу действий Роналдо. Отношения между ними были натянутыми, бразилец всё чаще оставался в числе запасных, и к концу сезона разногласия привели к открытому конфликту. После разговора с руководством «Реала» Роналдо принял решение перейти в другую команду.

## «Милан»

### Сезон 2006/07
В конце января 2007 года 30-летний Роналдо перешёл в «Милан» за 7,5 млн евро, подписав контракт до июня 2008 года. Планировалось, что в рамках сделки «Милан» отдаст в аренду мадридскому клубу бразильского форварда Рикардо Оливейру. Но в итоге переход Оливейры не состоялся, так как ФИФА наложил запрет на аренду в связи с тем, что «Реал Мадрид» стал бы для Оливейры третьим клубом за сезон. В «Милане», который тогда тренировал Карло Анчелотти, Роналдо взял 99-й номер, так как 9-й был занят Филиппо Индзаги.
11 февраля Роналдо дебютировал за новый клуб, выйдя на замену игре против «Ливорно» (2:1). 17 февраля впервые вышел в стартовом составе в матче против «Сиены» (4:3), забил два мяча и сделал голевую передачу на Рикардо Оливейру. Первый из мячей в ворота «Сиены» стал для Роналдо 50-м в карьере в Серии А. Во второй половине сезона 2006/07 бразилец показывал хорошую игру, забил 7 мячей в 14 матчах, в том числе один в дерби против «Интера».

### Сезон 2007/08
Вопреки ожиданиям, начало сезона для Роналдо сложилось неудачно. Несколько раз перед началом товарищеских и официальных матчей пресс-служба клуба объявляла о том, что бразилец не выйдет на поле из-за несерьёзной травмы. Подобное стало происходить практически перед каждой игрой, Роналдо не принимал участия в матчах, главный тренер клуба Карло Анчелотти объяснял это полученной микротравмой. За первую половину сезона Роналдо вышел на поле несколько раз и забил 2 гола.

### Серьёзная травма
В этом же сезоне в домашнем матче на «Сан-Сиро» против «Ливорно» Роналдо вышел на замену. Он сразу же включился в игру, отдал красивый пас пяткой, вызвавший ликование зрителей. В одном из игровых эпизодов Роналдо столкнулся с Жозе Луишем Видигалом и Дарио Кнежевичем и упал на газон. Роналдо схватился за колено, на глазах появились слёзы, стало понятно, что бразилец получил серьёзную травму. Форвард покинул поле на носилках. Медицинское обследование показало, что Роналдо разорвал связки левого колена. Похожую травму он получил в 1999 году, выступая за «Интер», но тогда ему было 22 года. На момент этой травмы Роналдо было уже 30 лет, учитывая предыдущие травмы и серьёзный характер новой, Роналдо мог завершить карьеру.

## Статус свободного агента

### Восстановление
Многие специалисты и болельщики считали, что Роналдо не сможет вернуться в футбол, а сам футболист заявил, что не знает, стоит ли продолжать карьеру. В июле 2008 года «Милан» не стал продлевать контракт с Роналдо, и он получил статус свободного агента. После нескольких месяцев восстановления Роналдо заявил, что хочет вернуться в футбол и приложит для этого максимум усилий. 18 сентября, в день, когда Роналдо исполнилось 32 года, он впервые после травмы провёл тренировку с мячом. До декабря 2008 года он тренировался в составе бразильского «Фламенго», своего любимого клуба. В течение этого времени заинтересованность в услугах бразильца помимо «Фламенго» высказывали «Сиена», «Пари Сен-Жермен», «Манчестер Сити», «Сампдория», «Бешикташ», а также последний клуб Роналдо «Милан».

## «Коринтианс»

### Переход
Несмотря на переговоры с рядом клубов, 9 декабря Роналдо заключил контракт с «Коринтиансом». Презентация игрока состоялась 12 декабря, контракт был подписан сроком на один год, зарплата Роналдо должна была составить 167 тыс. долларов США в неделю. Роналдо получил в команде 9-й номер.
Интервью Роналдо после заключения контракта:

Я горжусь собой. Это была очень тяжёлая борьба, но я выиграл. «Коринтианс» верит в меня, у команды большие планы на следующий сезон. Убеждён, что это будет отличный год.

«Коринтианс» — отличный выбор. У этого клуба амбициозные планы на следующий год. Хочу помочь команде добиться успеха. На протяжении последних восьми месяцев я восстанавливался после тяжёлой травмы, и мне удалось победить. Понимаю, что поначалу придётся нелегко, но я не могу представить свою жизнь без футбола. Надеюсь, что впереди у меня ещё не один матч.

Фанаты «Фламенго» отреагировали на этот переход крайне негативно, собравшись возле офиса своего клуба, они сожгли футболки всех клубов, за которые Роналдо выступал. На этот инцидент Роналдо ответил, что понимает гнев болельщиков, но за 4 месяца его тренировок в составе клуба, руководство так и не предложило ему заключить контракт. Президент «Фламенго» Марсио Брага же объяснил, почему Роналдо так и не был предложен контракт: «Нападающий был ещё травмирован, и предложенный контракт плохо повлиял бы на него, так как он начал бы форсировать процесс восстановления. В любом случае, могу сказать, что я разочарован решением Роналдо. Ведь он говорил, что будет тренироваться с нами, что хочет остаться здесь».
О заключении контракта Роналдо с «Коринтиансом» высказались многие известные люди.

Президент Бразилии Луис Инасиу Лула да Силва:

Я счастлив этой новостью. Во-первых, потому что он мальчик с прекрасным характером, и во-вторых, потому что он оказал Бразилии огромные услуги. Возраст его не оптимальный, но всё же, я уверен, что он сможет на отлично служить в нашем клубе

Пеле — трёхкратный чемпион мира по футболу:

От него будут много требовать. Роналдо должен это знать и потому быть полностью готовым к моменту дебюта.

### Подготовка к дебюту
В конце декабря Роналдо провёл первую тренировку в составе «Коринтианса», он работал отдельно от своих партнёров, проведя несколько часов в тренажёрном зале. В это время около 500 поклонников ждали его на улице. В те же дни, он заявил, что ещё имеет лишний вес, около 5-6 килограммов, от которых он пообещал избавиться в течение предсезонной подготовки.
В начале января 2009 года президент «Коринтианса» сообщил, что Роналдо дебютирует за клуб 17 января в матче против уругвайского «Пеньяроля». Однако в том матче Роналдо не дебютировал, а в конце месяца было объявлено, что он появится на поле 8 марта, в матче против «Палмейраса».
В первых числах февраля Роналдо продолжал тренироваться отдельно от основной группы, но сам не смог назвать точную дату своего возвращения:

На данный момент нельзя даже прогнозировать, когда окажусь на поле. Медицинские тесты говорят о том, что сила мышц левой ноги на 30 % меньше, чем у правой. Бывает, хочу делать рывок и замечаю, что правая нога тянет своей мощью, а левая явно нет. Следовательно, мне нужно собрать ещё сил, чтобы не было опасно играть. Идеальный момент будет, когда обе ноги смогут работать практически одинаково. В прошлый раз я полтора года восстанавливался после такой травмы, на этот, кажется, что удастся пораньше играть, ибо этой травме вот-вот исполнится всего год.

9 февраля персональный физиотерапевт Роналдо высказался по поводу восстановления бразильца:

8-10 дней. Таков срок, который мы вычислили, после чего риск получать травму на тренировках и в играх для Роналдо будет минимальным или вообще будет отсутствовать. За этот период он сможет довести разницу между силами ног всего до 10-15 %.
Таким образом, уже во второй половине февраля Роналдо окажется в распоряжении тренера команды, чтобы его использовать по назначению. На данный момент у Роналдо уже нет никаких медицинских или физических ограничений, всего лишь осталось увеличить равновесие сил ног.
В любом случае, дебют Роналдо не состоится раньше начала марта. Стоит отметить, что Роналдо провёл превосходное восстановление благодаря его силе воли и его желанию продолжать играть в большой футбол.
Мы сейчас уверены, что он сможет играть снова даже в тяжёлых матчах, потому что именно для этого Роналдо работает. Год спустя после травмы и благодаря новым технологиям в области лечения и физиотерапии Роналдо сможет играть на высоте, и для него будет неважно, кто противник и каково поле.

### Игра за клуб

#### Первая половина сезона
5 марта 2009 года, спустя 384 дня после матча с «Ливорно», раньше назначенного срока, Роналдо впервые появился на поле в футбольном матче. Он вышел на замену на 66-й минуте в игре Кубка Бразилии против «Итумбиары». К моменту выхода бразильца на поле его клуб уже выигрывал со счётом 2:0, за оставшееся время счёт не изменился, а Роналдо успел создать несколько опасных моментов.
8 марта в матче против «Палмейраса» Роналдо вышел на замену на 63-й минуте игры, когда его команда проигрывала 0:1. В одном из игровых эпизодов Роналдо решился на удар и попал в перекладину, а уже в добавленное время забил свой первый гол за «Коринтианс»: замкнул головой навес с углового и принёс своему клубу ничью. Сам Роналдо так прокомментировал свой гол:

Забив столь важный мяч, я испытал удивительные эмоции. Это трудно описать словами, но ко мне вновь вернулось чувство уверенности в своих силах, без которого не бывает голов.

Затем Роналдо неоднократно выходил на поле в составе своей команды, лишь изредка пропуская матчи, и показывал замечательную игру. К 28 апреля Роналдо девять раз принимал участие в матчах за «Коринтианс» и записал на свой счёт 8 голов. Такие показатели вывели его на первое место по эффективности среди бомбардиров — 0,89 голов за матч. Стоит учесть, что бразилец не всё время проводил полные матчи.
3 мая Роналдо завоевал свой 17-й командный титул. «Коринтианс» стал чемпионом Лиги Паулиста (чемпионат штата Сан-Паулу), по итогам двух встреч обыграв в финале «Сантос» с общим счётом 4-2. Роналдо был признан лучшим игроком турнира, а также вместе ещё с семью своими партнёрами по команде вошёл в символическую сборную Лиги Паулиста.
В середине мая Роналдо получил свою первую травму после возвращения в Бразилию. Он повредил икроножную мышцу, в результате чего пропустил несколько матчей. За время своего восстановления он также отбыл одноматчевую дисквалификацию за неспортивное поведение. В игре против «Ботафого» один из соперников хватался за майку Роналдо, толкался, бил его по ногам, в результате Роналдо схватил своего обидчика за волосы.
1 июля «Коринтианс» стал победителем Кубка Бразилии, по итогам двух матчей в финале переиграв «Интернасьонал» с общим счётом 4:2. Роналдо в этом противостоянии отметился одним голом. Помимо титула, клуб получил право в 2010 году принять участие в розыгрыше Кубка Либертадорес.
8 июля в перенесённом матче 9-го тура чемпионата Бразилии «Коринтианс» играл с «Флуминенсе». В этом матче Роналдо забил три гола, благодаря чему его команда победила со счётом 4:2. Этот хет-трик стал первым для Роналдо за последние 5 лет и 23-м матчем, где он смог отличиться как минимум трижды. После данного матча на счету Роналдо стало 14 голов в 22-х играх, которые он провёл после возвращения в Бразилию.
В марте 2010 года, после поражения «Коринтианса» от «Паулисты», болельщики команды стали кричать нецензурные кричалки про Роналдо, акцентируя внимание на его весе. За это форвард показал неприличный жест болельщикам. Позже он сказал, что его действия предназначались только одному из 20-ти поклонников клуба.

#### Перелом руки
26 июля в матче 14-го тура чемпионата Бразилии против «Палмейраса», Роналдо на 19-й минуте матча в борьбе с соперником неудачно упал на левую руку. Он сразу же пожаловался на боли и после осмотра врачами был заменён. Позже стало известно, что у Роналдо перелом. Для быстроты срастания костей было принято решение провести операцию на руке. 29 июля операция была проведена. Целью операции было скорректировать положение 4-й и 5-й костей запястья, в руку была внедрена пластина с 12-ю шурупами. Однако срок восстановления Роналдо на поле был оставлен тот же — 5 недель. Через несколько дней стало известно, что Роналдо также была сделана липосакция, но эта информация официально не была подтверждена. Позже стало известно, что Роналдо выйдет на поле 12 сентября против «Коритибы», однако в конце августа врач «Коринтианс» заявил, что выход Роналдо на поле откладывается как минимум до 20 сентября. Отсутствие Роналдо на поле серьёзно сказалось на игре его клуба. Первую победу без него «Коринтианс» одержал лишь 16 августа.

#### Завершение карьеры
22 февраля 2010 года Роналдо официально объявил о завершении игровой карьеры в 2011 году из-за травм и проблем со здоровьем. Своей последней целью в футболе он назвал выигрыш Кубка Либертадорес. При этом Роналдо продлил контракт с «Коринтиансом» на год.
14 февраля 2011 года на пресс-конференции в Сан-Паулу Роналдо официально объявил о завершении карьеры футболиста.
7 июня 2011 года состоялся прощальный матч Роналдо за сборную Бразилии. Соперником была Румыния. Роналдо отыграл с 30 по 46 минуту. Бразилия одержала победу со счётом 1:0.

## Сборная

### Юношеская сборная
Роналдо дебютировал за юношескую сборную Бразилии (до 17-и лет) в 1993 году. Первый матч он провёл против сборной сверстников из Аргентины. В том году он провёл 7 официальных матчей за сборную, в которых забил 5 голов.

### Сборная Бразилии

#### Чемпионат мира 1994
В 1994 году Роналдо получил вызов в основную сборную Бразилии и поехал вместе с командой на чемпионат мира 1994 года. Тогда главный тренер сборной Карлос Алберто Паррейра не дал Роналдо на том чемпионате сыграть ни минуты, несмотря на то, что он подвергался критике за такое отношение к молодому игроку. Тем не менее, Роналдо получил титул чемпиона мира (он стал вторым игроком, после Пеле, который стал чемпионом мира в 17 лет).

#### Олимпийская сборная
В 1996 году Роналдо восстанавливался после операции на колене и по прогнозам врачей должен был пропустить Олимпийские игры в Атланте, которые должны были состояться в июле. Однако Роналдо прошёл интенсивный курс физиотерапии и был включён в Олимпийскую сборную Бразилии. Учитывая, что 19-летний нападающий долго не имел игровой практики, Роналдо не считался важным игроком «Селесао». Он получил 18-й номер и первый матч группового этапа против Японии начал на скамейке запасных; он вышел на замену на 72-й минуте матча, что, однако, не спасло его команду от поражения со счётом 0:1. Ко второй игре против Венгрии физическая форма бразильца улучшилась, в этом (и следующих матчах) Роналдо выходил в основном составе. Он открыл счёт в матче, что помогло его команде победить. В третьем и заключительном матче группового раунда Роналдо также вышел в основе и забил единственный гол, принеся Бразилии путёвку в стадию плей-офф. В оставшихся трёх матчах Роналдо отметился трижды. Таким образом, он принял участие во всех пяти матчах своей команды, став одним из лучших игроков сборной, и завоевал бронзовую медаль.

#### Кубок конфедераций 1997
В 1997 году бразильцы уверенно выиграли Кубок конфедераций, который традиционно проводился в Саудовской Аравии. Бразильцы достаточно уверенно сыграли в обороне, сыграв четыре матча из пяти на турнире «на ноль». В полуфинале Роналдо забил чехам (победа Бразилии 2:0), а в финале бразильцы разгромили австралийцев со счётом 6:0, при этом впервые в финале соревнований, проводимых под эгидой ФИФА, было зафиксировано сразу два хет-трика, их авторами стали Роналдо и Ромарио.

#### Чемпионат мира 1998
На чемпионат мира 1998 года во Франции сборная Бразилии под руководством Марио Загалло ехала в ранге действующего победителя данного турнира и главным фаворитом предстоящих соревнований. По сравнению с предыдущим чемпионатом мира, Роналдо превратился из игрока запаса в главную звезду и надежду команды, ведь Роналдо два года подряд признавался лучшим игроком мира. На турнире Роналдо получил 9-й номер. На пути к финалу тетракампеоны четырежды побеждали в основное время, в полуфинале с Нидерландами выиграли по пенальти, а единственное поражение потерпели в заключительном матче группового раунда против Норвегии. В этих шести матчах Роналдо играл от начала и до конца без замен. Он 4 раза поражал ворота соперников, а также смог забить важнейший гол в серии пенальти с Нидерландами.
Лагерь сборной Бразилии на время чемпионата мира был расположен в замке Гранд-Ромен в Лезиньи.
В течение чемпионата у Роналдо возникли серьёзные личные проблемы, отразившиеся на его игре. На мундиале присутствовала девушка Роналдо — Сузана Вернер. После нескольких матчей чемпионата пресса пустила слухи, что бразильский журналист Педро Бьял встречается с Сузаной. Перед встречей с Данией в 1/4 финала Роналдо встретился с этим журналистом и поговорил с ним «по-мужски»: выяснилось, что все эти слухи являются «уткой». Однако личные отношения с Сузаной зашли в тупик.
В день финала 12 июля в 14:00, когда игроки разошлись на послеобеденный отдых по комнатам, со второго этажа на помощь позвал Роберто Карлос. Его соседу по комнате Роналдо стало плохо: он бился в припадке на своей кровати с пеной на губах. По словам Роналдо, он потерял сознание и пролежал в таком состоянии 5 минут. Исходя из показаний Роберто Карлоса, врачи предположили, что у Роналдо был эпилептический припадок и выписали ему препарат «Гарденал» (фенобарбитал), который помогает бороться против эпилепсии, но не лучшим образом влияет на сердце и тормозил умственную деятельность. По мнению врача Бруно Чару, президента Итальянского сообщества кардиологов, у Роналдо тогда случился не эпилептический припадок, а сердечный приступ, при котором принимать гарденал было крайне опасно для жизни. Журналисты O Globo также выяснили, что перед игрой Роналдо сделали инъекцию кортикоидов, чтобы унять боли в коленях.
До последней минуты не было понятно, будет ли играть Роналдо, но доктора разрешили ему играть. Однако проблемы со здоровьем ударили по бразильской команде: в финале Сборная Франции в пригороде Парижа на стадионе «Стад де Франс» праздновала победу 3:0 благодаря дублю Зинедина Зидана и голу Эмманюэля Пети. Роналдо же за весь матч принял мяч всего 16 раз, потеряв его восемь раз, и нанёс только один удар. Он с командой стал серебряным призёром чемпионата мира, а перед финальным матчем был признан лучшим игроком чемпионата мира. По версии врачей парижской клиники, куда Роналдо был доставлен после матча, припадок не был эпилептическим, но произошёл в связи с сочетанием стресса и усталости.

#### Кубок Америки 1999
В стартовом матче бразильцы разгромили венесуэльцев 7:0, в том матче Роналдо оформил дубль, а также поучаствовал в нескольких голевых атаках. Затем бразильцы одолели сборную Мексики 2:1 и в заключительном матче благодаря реализованному Роналдо пенальти обыграли чилийцев 1:0. В 1/4 финала благодаря голам Роналдо и Ривалдо обыграли принципиальных соперников — аргентинцев. Забил Роналдо по голу в полуфинале Мексике (2:1) и в финале Уругваю (3:0). В итоге бразильцы выиграли турнир, победив во всех матчах, а Роналдо и Ривалдо с 5 голами разделили звание лучшего бомбардира.

#### Чемпионат мира 2002
После череды травм и операций Роналдо успел восстановиться к чемпионату мира 2002 года в Японии и Республике Корея, но его физическая форма не была идеальной, гарантии, что Роналдо примет участие в предстоящем турнире, не было. До чемпионата мира Роналдо не играл 1,5 года. Он неплохо отыграл в последних четырёх турах чемпионата Италии 2001/02 за «Интер», забив при этом 4 мяча. Однако, это не помогло его клубу выиграть скудетто, в итоге «Интернационале» стал третьим, уступив в последнем туре «Лацио» и пропустив вперёд «Ювентус» и «Рому».
В первом матче на чемпионате мира, где бразильцами руководил Луис Фелипе Сколари, Роналдо забил мяч в ворота Турции в корейском Ульсане, замкнув в падении передачу Ривалдо. В следующем матче с командой Китая Роналдо заработал пенальти, который реализовал Роналдиньо и забил мяч с передачи Кафу, а в последнем матче группового этапа сделал дубль в ворота сборной Коста-Рики уже к 13-й минуте, причём изначально первый гол записали как автогол защитника костариканцев Марина, но затем Роналдо подал протест, и ФИФА приняла решение записать гол на счёт Роналдо.
В 1/8 финала бразильцам противостояла команда Бельгии. В сложно складывающемся матче для бразильцев Ривалдо открыл счёт, а Роналдо укрепил преимущество. Итог — победа 2:0. В 1/4 финала Роналдо не забил, но Бразилия в итоге победила Англию 2:1 (голы Ривалдо и Роналдиньо). В полуфинале против сборной Турции Роналдо в начале второго тайма забил единственный мяч в матче: находясь в окружении трёх игроков он ударом с носка смог поразить ворота Рюштю Речбера. На 68-й минуте полуфинала Роналдо был заменён.
В финале на стадионе в Иокогаме Бразилия встретилась с Германией. Оба мяча в матче забил Роналдо в ворота Оливера Кана на 67-й и 79-й минутах. Первый мяч он забил, когда вратарь сборной Германии не удержал мяч после дальнего удара Ривалдо. Второй мяч был забит после быстрой комбинации: Клеберсон прострелил с фланга, Ривалдо зряче пропустил мяч между ног, а Роналдо в одно касание замкнул передачу. Роналдо был признан лучшим игроком финального матча. Он стал лучшим бомбардиром чемпионата мира с 8 мячами (все — с игры). Несмотря на победу Бразилии и отличную игру Роналдо в финале «Золотой мяч» лучшему игроку турнира получил Оливер Кан, так как решение было принято организаторами ещё до финала. Роналдо получил только «Серебряный мяч», а также вошёл в символическую сборную турнира. Таким образом, ситуация получилась обратной с чемпионатом мира 1998 года, когда Роналдо был признан лучшим игроком турнира, несмотря на личную и командную неудачу в финале. После турнира Роналдо перешёл в «Реал Мадрид».
После финала Роналдо заявил, что у него теперь не было долгов перед Бразилией и что он сумел сделать то, что не удалось четыре года тому назад. Забив в финале два мяча, Роналдо довёл свой счёт забитых мячей на чемпионатах мира до 12 и сравнялся с Пеле (тогда выше него стояли Жюст Фонтен с 13 мячами и Герд Мюллер с 14 мячами).

#### Чемпионат мира 2006
На чемпионат мира 2006 бразильцы ехали в ранге действующих чемпионов мира и главных фаворитов первенства. На Роналдо, Кака, Адриано и проведшего отличный сезон в составе «Барселоны» Роналдиньо возлагали большие надежды. В первом матче против хорватов бразильцы одержали победу 1:0, при этом Рони был едва ли не худшим игроком матча и был заменён в середине второго тайма на Робиньо. В матче с австралийцами Роналдо отдал ювелирную голевую передачу на Адриано. В итоге бразильцы победили 2:0. В последнем матче Роналдо вдоволь покуражился над японцами, забив 2 мяча в их ворота. В матче 1/8 финала со сборной Ганы Роналдо блестяще реализовал выход один-на-один, забив свой 15-й мяч в финальных частях чемпионата мира, побив рекорд, принадлежавший Герду Мюллеру. В матче с Францией Роналдо был незаметен, в итоге бразильцы уступили 0:1 команде Зинедина Зидана и лишились звания чемпионов мира. Роналдо мог спасти свою сборную, но его мощный удар на последних минутах парировал Фабьен Бартез.

#### Прощальный матч
Роналдо, объявивший о завершении карьеры игрока, в последний раз надел футболку национальной сборной в товарищеском матче с Румынией 7 июня 2011 года.

## Послеигровая карьера
Завершив карьеру футболиста, Роналдо открыл агентское бюро. В частности, первым его клиентом стал игрок клуба «Сантос» Неймар.
Осенью 2011 года Роналдо возглавил оргкомитет по подготовке Бразилии к проведению чемпионата мира 2014 года. Примечательно и то, что на полуфинальном матче чемпионата мира 2014 года, в котором Мирослав Клозе побил рекорд Роналдо, который опробовал себя в качестве спортивного комментатора.
Роналдо совместно с Эмерсоном Фиттипальди являлся владельцем бразильской гоночной команды в автогоночной серии «А1 Гран-при», существовавшей с 2005 по 2009 годы. Также является совладельцем компании по спортивному маркетингу «9INE» со своим другом Андерсоном Силва. 11 декабря 2014 года Роналдо стал совладельцем футбольного клуба в пригороде Майами, «Форт-Лодердейл Страйкерс», выступающем в Североамериканской футбольной лиге.
Участвовал в церемонии открытия чемпионата мира по футболу 2018 года.
Осенью 2018 года Роналдо приобрёл 51 % акций клуба «Реал Вальядолид» за € 30 млн и стал владельцем и президентом испанской команды.
18 декабря 2021 года Роналдо за 70 млн долл. выкупил 90 % акций клуба «Крузейро», в котором он начинал свою профессиональную карьеру. Роналдо выплатил долги клуба, который под его руководством вернулся в первый дивизион бразильского футбола. В апреле 2024 года бразилец продал контрольный пакет акций клуба.

## Личная жизнь
В 1997—1999 годах встречался с бразильской актрисой Сюзаной Вернер, они снялись вместе в трёх сериях «мыльной оперы» Malhação, где она тогда снималась; они совместно жили в Милане, где он играл тогда за «Интер». Позднее Вернер стала супругой бразильского голкипера Жулио Сезара.
В апреле 1999 года Роналдо, расставшись с Вернер, женился на футболистке Милене Домингес, в которую он влюбился, увидев её игру по телевизору. 6 апреля 2000 года у пары родился сын Роналд. Брак продлился четыре года, в сентябре 2003 года они развелись. В 2003—2006 годах Милена выступала за женскую сборную Бразилии. В настоящее время замужем за испанским футболистом Давидом Агансо, воспитанником мадридского «Реала».
Перед чемпионатом мира 2002 года Роналдо сделал причёску, которая впоследствии стала легендарной. Он сбрил волосы, оставив пучок коротких волос на передней стороне головы, и тем самым привлёк колоссальное внимание публики и СМИ. В 2018 году Роналдо объяснил, что хотел таким образом просто отвлечь общественность от обсуждения его травмы: новым инфоповодом как раз стала причёска, навеянная персонажем бразильского мультфильма. Подобно своему кумиру, такую же причёску сделал себе в то время, другой известный игрок сборной Бразилии — Неймар, который был большим поклонником Роналдо.
Встречался с бразильской топ-моделью Даниелой Сикарелли, они были помолвлены, она была от него беременна. После того, как у неё случился выкидыш, они расстались. Затем встречался с ещё одной топ-моделью — Райкой Оливейра.
4 ребёнка: Роналд (род. 6 апреля 2000 года), Александр (род. в апреле 2005 года от бразильской официантки, с которой Роналдо познакомился в Токио, отцовство Роналдо было подтверждено в результате теста в декабре 2010 года), Мария София (род. 24 декабря 2008 года) и Мария Алиса (род. 6 апреля 2010 года, ровно через 10 лет после рождения Роналда). Матерью двух дочек является Мария Беатрис Антони, с которой Роналдо живёт с 2006 года. В декабре 2010 года после признания отцовства Александра Роналдо была сделана вазэктомия, так как футболист решил «прикрыть фабрику по производству детей».

## Достижения
Один из двух игроков, наряду с Пеле, который выигрывал чемпионат мира в 17 лет, и один из четырёх игроков, наряду с Ромарио, Джеффри Херстом и Килианом Мбаппе, который оформлял хет-трик в финале международного турнира сборных.

### Командные
ПСВ
- Обладатель Кубка Нидерландов: 1995/96

«Барселона»
- Обладатель Кубка обладателей кубков УЕФА: 1996/97
- Обладатель Кубка Испании: 1996/97
- Обладатель Суперкубка Испании: 1996

«Интернационале»
- Обладатель Кубка УЕФА: 1997/98

«Реал Мадрид»
- Чемпион Испании: 2002/03
- Обладатель Суперкубка Испании: 2003
- Обладатель Суперкубка УЕФА: 2002
- Обладатель Межконтинентального кубка: 2002

«Милан»
- Обладатель Суперкубка УЕФА: 2007

«Коринтианс»
- Чемпион штата Сан-Паулу: 2009
- Обладатель Кубка Бразилии: 2009

Сборная Бразилии
- Чемпион мира (2): 1994, 2002
- Обладатель Кубка Америки (2): 1997, 1999
- Серебряный призёр чемпионата мира: 1998
- Бронзовый призёр олимпийских игр: 1996

### Личные
- Обладатель «Золотого мяча» (France Football) (2): 1997, 2002
- Футболист года по версии ФИФА (3): 1996, 1997, 2002
- Обладатель «Золотой бутсы»: 1997
- Самый ценный игрок по версии УЕФА: 1998
- Клубные футбольные награды УЕФА: Лучший нападающий: 1997/1998
- Лучший футболист Европы (Onze d’Or) (2): 1997, 2002
- Лучший игрок мира по версии World Soccer (3): 1996, 1997, 2002
- Обладатель трофея «Браво» (2): 1997, 1998
- Обладатель трофея ЕФЕ (2): 1997, 2003
- Иностранный спортсмен года по версии BBC: 2002
- Лучший игрок чемпионата мира по версии ФИФА: 1998
- Обладатель «Серебряного мяча» чемпионата мира: 2002
- Лучший футболист Кубка Америки (2): 1997, 1999
- Лучший иностранный игрок чемпионата Испании по версии Don Balón: 1996/97
- Футболист года в Италии (Игрок сезона Серии А): 1997/98
- Лучший игрок Лиги Паулиста: 2009
- Обладатель «Золотой бутсы» чемпионата мира 2002
- Обладатель «Бронзовой бутсы» чемпионата мира: 1998, 2006
- Лучший бомбардир Кубка Америки: 1999[95]
- Лучший бомбардир чемпионата Испании (2): 1996/97, 2003/04
- Лучший бомбардир чемпионата Нидерландов: 1994/95
- Лучший бомбардир Лиги Минейро: 1994
- Лучший бомбардир Суперкубка Либертадорес: 1994
- Входит в состав символической сборной чемпионата мира по версии ФИФА (2): 1998, 2002
- Входит в состав символической сборной Кубка Америки (2): 1997, 1999
- Входит в состав символической сборной ФИФА (2): 1997, 1998
- Входит в состав символической сборной из лучших игроков года по версии УЕФА: 2002
- Входит в состав символической сборной Европы по версии ESM (2): 1996/1997, 1997/1998
- Обладатель приза IFFHS лучшему бомбардиру мира в международных матчах: 1997[96]
- Рекордсмен сборной Бразилии по количеству голов на чемпионатах мира: 15 голов
- Рекордсмен «Крузейро» по количеству голов в одном матче чемпионата Бразилии: 5 голов[97]
- Обладатель премии Golden Foot: 2006
- Обладатель трофея «Легенда» по версии читателей газеты «Marca»
- Включён в список ФИФА 100

## Статистика выступлений

### Обзор карьеры
| Команда          | Период           | Официальные матчи | Официальные матчи | Неофициальные матчи | Неофициальные матчи | Итого | Итого |
| Команда          | Период           | Игры              | Голы              | Игры                | Голы                | Игры  | Голы  |
| ---------------- | ---------------- | ----------------- | ----------------- | ------------------- | ------------------- | ----- | ----- |
| Крузейро         | 1993—1994        | 47                | 44                | 12                  | 13                  | 59    | 57    |
| ПСВ              | 1994—1996        | 57                | 54                | 13                  | 12                  | 70    | 66    |
| Барселона        | 1996—1997        | 49                | 47                | 2                   | 0                   | 51    | 47    |
| Интернационале   | 1997—2002        | 99                | 59                | 16                  | 12                  | 115   | 71    |
| Реал Мадрид      | 2002—2007        | 177               | 104               | 17                  | 14                  | 194   | 118   |
| Милан            | 2007—2008        | 20                | 9                 | 1                   | 1                   | 21    | 10    |
| Коринтианс       | 2008—2011        | 69                | 35                | 0                   | 0                   | 69    | 35    |
| Бразилия         | 1994—2011        | 98                | 62                | 7                   | 5                   | 105   | 67    |
| Бразилия (до 17) | 1993—1994        | 22                | 22                | 0                   | 0                   | 22    | 22    |
| Бразилия (до 23) | 1996             | 8                 | 6                 | 0                   | 0                   | 8     | 6     |
| Прочие           | 1997—2015        | -                 | -                 | 21                  | 13                  | 21    | 13    |
| Всего за карьеру | Всего за карьеру | 646               | 442               | 89                  | 70                  | 735   | 512   |

### Клубная карьера
| Клуб             | Сезон            | Лига | Лига | Кубки | Кубки | Кубки КОНМЕБОЛ / Еврокубки | Кубки КОНМЕБОЛ / Еврокубки | Прочие | Прочие | Итого | Итого | Товарищеские матчи | Товарищеские матчи | Всего | Всего |
| Клуб             | Сезон            | Игры | Голы | Игры  | Голы  | Игры                       | Голы                       | Игры   | Голы   | Игры  | Голы  | Игры               | Голы               | Игры  | Голы  |
| ---------------- | ---------------- | ---- | ---- | ----- | ----- | -------------------------- | -------------------------- | ------ | ------ | ----- | ----- | ------------------ | ------------------ | ----- | ----- |
| Крузейро         | 1993             | 16   | 12   | 0     | 0     | 4                          | 8                          | 1      | 0      | 21    | 20    | 8                  | 8                  | 29    | 28    |
| Крузейро         | 1994             | 18   | 22   | 0     | 0     | 8                          | 2                          | 0      | 0      | 26    | 24    | 4                  | 5                  | 30    | 29    |
| Крузейро         | Итого            | 34   | 34   | 0     | 0     | 12                         | 10                         | 1      | 0      | 47    | 44    | 12                 | 13                 | 59    | 57    |
| ПСВ              | 1994/95          | 33   | 30   | 1     | 2     | 2                          | 3                          | 0      | 0      | 36    | 35    | 5                  | 1                  | 41    | 36    |
| ПСВ              | 1995/96          | 13   | 12   | 3     | 1     | 5                          | 6                          | 0      | 0      | 21    | 19    | 8                  | 11                 | 29    | 30    |
| ПСВ              | Итого            | 46   | 42   | 4     | 3     | 7                          | 9                          | 0      | 0      | 57    | 54    | 13                 | 12                 | 70    | 66    |
| Барселона        | 1996/97          | 37   | 34   | 4     | 6     | 7                          | 5                          | 1      | 2      | 49    | 47    | 2                  | 0                  | 51    | 47    |
| Барселона        | Итого            | 37   | 34   | 4     | 6     | 7                          | 5                          | 1      | 2      | 49    | 47    | 2                  | 0                  | 51    | 47    |
| Интернационале   | 1997/98          | 32   | 25   | 4     | 3     | 11                         | 6                          | 0      | 0      | 47    | 34    | 9                  | 5                  | 56    | 39    |
| Интернационале   | 1998/99          | 19   | 14   | 2     | 0     | 6                          | 1                          | 1      | 0      | 28    | 15    | 0                  | 0                  | 28    | 15    |
| Интернационале   | 1999/00          | 7    | 3    | 1     | 0     | 0                          | 0                          | 0      | 0      | 8     | 3     | 4                  | 2                  | 12    | 5     |
| Интернационале   | 2000/01          | 0    | 0    | 0     | 0     | 0                          | 0                          | 0      | 0      | 0     | 0     | 0                  | 0                  | 0     | 0     |
| Интернационале   | 2001/02          | 10   | 7    | 1     | 0     | 5                          | 0                          | 0      | 0      | 16    | 7     | 3                  | 5                  | 19    | 12    |
| Интернационале   | Итого            | 68   | 49   | 8     | 3     | 22                         | 7                          | 1      | 0      | 99    | 59    | 16                 | 12                 | 115   | 71    |
| Реал Мадрид      | 2002/03          | 31   | 23   | 1     | 0     | 11                         | 6                          | 1      | 1      | 44    | 30    | 1                  | 0                  | 45    | 30    |
| Реал Мадрид      | 2003/04          | 32   | 24   | 5     | 2     | 9                          | 4                          | 2      | 1      | 48    | 31    | 4                  | 3                  | 52    | 34    |
| Реал Мадрид      | 2004/05          | 34   | 21   | 1     | 0     | 10                         | 3                          | 0      | 0      | 45    | 24    | 4                  | 4                  | 49    | 28    |
| Реал Мадрид      | 2005/06          | 23   | 14   | 2     | 1     | 2                          | 0                          | 0      | 0      | 27    | 15    | 8                  | 7                  | 35    | 22    |
| Реал Мадрид      | 2006/07          | 7    | 1    | 2     | 1     | 4                          | 2                          | 0      | 0      | 13    | 4     | 0                  | 0                  | 13    | 4     |
| Реал Мадрид      | Итого            | 127  | 83   | 11    | 4     | 36                         | 15                         | 3      | 2      | 177   | 104   | 17                 | 14                 | 194   | 118   |
| Милан            | 2006/07          | 14   | 7    | 0     | 0     | 0                          | 0                          | 0      | 0      | 14    | 7     | 0                  | 0                  | 14    | 7     |
| Милан            | 2007/08          | 6    | 2    | 0     | 0     | 0                          | 0                          | 0      | 0      | 6     | 2     | 1                  | 1                  | 7     | 3     |
| Милан            | Итого            | 20   | 9    | 0     | 0     | 0                          | 0                          | 0      | 0      | 20    | 9     | 1                  | 1                  | 21    | 10    |
| Коринтианс       | 2009             | 30   | 20   | 8     | 3     | 0                          | 0                          | 0      | 0      | 38    | 23    | 0                  | 0                  | 38    | 23    |
| Коринтианс       | 2010             | 20   | 9    | 0     | 0     | 7                          | 3                          | 0      | 0      | 27    | 12    | 0                  | 0                  | 27    | 12    |
| Коринтианс       | 2011             | 2    | 0    | 0     | 0     | 2                          | 0                          | 0      | 0      | 4     | 0     | 0                  | 0                  | 4     | 0     |
| Коринтианс       | Итого            | 52   | 29   | 8     | 3     | 9                          | 3                          | 0      | 0      | 69    | 35    | 0                  | 0                  | 69    | 35    |
| Всего за карьеру | Всего за карьеру | 384  | 280  | 35    | 19    | 93                         | 49                         | 6      | 4      | 518   | 352   | 61                 | 52                 | 579   | 404   |